# 孙亶
孙亶，明朝人，是一名明朝政治人物。
孙亶曾于景泰年间(1450～1457年)接替张瑛任建宁府知府一职，景泰年间由贺沈接任。